# Tennis Masters Cup 2006 – mužská dvouhra
Soutěže mužské dvouhry na šanghajském Tennis Masters Cupu 2006 se zúčastnilo osm nejlepších tenistů v klasifikaci žebříčku ATP. Soutěž dvouhry potřetí vyhrál první hráč světa Roger Federer ze Švýcarska.
Federer v průběhu turnaje vyhrál všech pět utkání. Ve třech duelech základní skupiny postupně zdolal obhájce titulu Davida Nalbandiana, Andyho Roddicka a Ivana Ljubičiće. V semifinále jej vyzvala světová dvojka Rafael Nadal, kterou podruhé v roce pokořil, tentokrát ve dvou setech 6–4 a 7–5. Ve finále skončil na jeho raketě James Blake po třísetovém výsledku 6–0, 6–3 a 6–4, což znamenalo čtvrtou vzájemnou výhru.

## Nasazení hráčů
1. Roger Federer (vítěz)
2. Rafael Nadal (semifinále)
3. Nikolaj Davyděnko (základní skupina)
4. Ivan Ljubičić (základní skupina)
5. Andy Roddick (základní skupina)
6. Tommy Robredo (základní skupina)
7. David Nalbandian (semifinále)
8. James Blake (finále)

## Soutěž
| Legenda                                                       |                                                                        |                                                   |
| - Q – kvalifikant - WC – divoká karta - LL – šťastný poražený | - Alt – náhradník - SE – zvláštní výjimka - PR/SR – žebříčková ochrana | - w/o – bez boje - r – skreč - d – diskvalifikace |

### Finálová fáze
|  | Semifinále | Semifinále       | Semifinále  | Semifinále | Semifinále |   |               | Finále | Finále | Finále | Finále | Finále |
|  |            |                  |             |            |            |   |               |        |        |        |        |        |
|  | 1          | Roger Federer    | 6           | 7          |            |   |               |        |        |        |        |        |
|  | 2          | Rafael Nadal     | 4           | 5          |            |   |               |        |        |        |        |        |
|  | 2          | Rafael Nadal     | 4           | 5          |            | 1 | Roger Federer | 6      | 6      | 6      |        |        |
|  |            |                  |             |            |            | 1 | Roger Federer | 6      | 6      | 6      |        |        |
|  |            | 8                | James Blake | 0          | 3          | 4 |               |        |        |        |        |        |
|  | 8          | 8                | James Blake | 0          | 3          | 4 | James Blake   | 6      | 6      |        |        |        |
|  | 8          |                  |             |            |            |   | James Blake   | 6      | 6      |        |        |        |
|  | 7          | David Nalbandian | 4           | 1          |            |   |               |        |        |        |        |        |

### Červená skupina
|    |                  | Federer             | Ljubičić            | Roddick             | Nalbandian         | Zápasy | Sety          | Hry   | Pořadí |
| 1. | Roger Federer    |                     | 7–6(7–2), 6–4       | 4–6, 7–6(10–8), 6–4 | 3–6, 6–1, 6–1      | 3–0    | 6–2           | 45–34 | 1.     |
| 4. | Ivan Ljubičić    | 6–7(2–7), 4–6       |                     | 4–6, 7–6(11–9), 1–6 | 5–7, 7–6(9–7), 7–5 | 1–2    | 3–5 (37,50 %) | 41–49 | 4.     |
| 5. | Andy Roddick     | 6–4, 6–7(8–10), 4–6 | 6–4, 6–7(9–11), 6–1 |                     | 2–6, 6–7(4–7)      | 1–2    | 3–5 (37,50 %) | 42–42 | 3.     |
| 7. | David Nalbandian | 6–3, 1–6, 1–6       | 7–5, 6–7(7–9), 5–7  | 6–2, 7–6(7–4)       |                    | 1–2    | 4–4 (50,00 %) | 39–42 | 2.     |

Pořadí bude určeno na základě následujících kritérií: 1) počet vyhraných utkání; 2) počet odehraných utkání; 3) vzájemný poměr utkání u dvou hráčů se stejným počtem výher; 4) procento vyhraných setů, procento vyhraných her u třech hráčů se stejným počtem výher, poté poměr vzájemných utkání 5) postavení na žebříčku ATP.

### Zlatá skupina
|    |                   | Nadal         | Davyděnko           | Robredo             | Blake         | Zápasy | Sety | Hry   | Pořadí |
| 2. | Rafael Nadal      |               | 5–7, 6–4, 6–4       | 7–6(7–2), 6–2       | 4–6, 6–7(0–7) | 2–1    | 4–3  | 40–36 | 2.     |
| 3. | Nikolaj Davyděnko | 7–5, 4–6, 4–6 |                     | 7–6(10–8), 3–6, 6–1 | 6–2, 4–6, 5–7 | 1–2    | 4–5  | 46–45 | 3.     |
| 6. | Tommy Robredo     | 6–7(2–7), 2–6 | 6–7(8–10), 6–3, 1–6 |                     | 6–2, 3–6, 7–5 | 1–2    | 3–5  | 37–42 | 4.     |
| 8. | James Blake       | 6–4, 7–6(7–0) | 2–6, 6–4, 7–5       | 2–6, 6–3, 5–7       |               | 2–1    | 5–3  | 41–41 | 1.     |

Pořadí bude určeno na základě následujících kritérií: 1) počet vyhraných utkání; 2) počet odehraných utkání; 3) vzájemný poměr utkání u dvou hráčů se stejným počtem výher; 4) procento vyhraných setů, procento vyhraných her u třech hráčů se stejným počtem výher, poté poměr vzájemných utkání 5) postavení na žebříčku ATP.